# Mylothris schumanni
Mylothris schumanni is een vlindersoort uit de familie van de Pieridae (witjes), onderfamilie Pierinae.
Mylothris schumanni werd in 1904 beschreven door Suffert.